# حمام سیه‌رود ابراهیم هادی
حمام سیه‌رود ابراهیم هادی مربوط به دوره صفوی تا اوایل دوره قاجار است و در شهرستان جلفا، بخش سیه‌رود، شهر سیه‌رود، حمام سیه‌رود واقع شده و این اثر در تاریخ ۲۸ اسفند ۱۳۸۵ با شمارهٔ ثبت ۱۸۸۹۸ به‌عنوان یکی از آثار ملی ایران به ثبت رسیده است.